# NGC 4414
NGC 4414 è una galassia a spirale nella costellazione della Chioma di Berenice.
Si individua 3 gradi a nord della stella γ Comae Berenices, sul confine coi Cani da Caccia; si tratta di una spirale gigante, ben visibile anche con strumenti da 120-150mm di apertura. Il suo nucleo è di grandi dimensioni, molto luminoso, e predomina sul piano dei bracci, i quali sono visibili a nord e a sud, seppur con qualche difficoltà. La sua distanza dalla Via Lattea è stimata sui 68 milioni di anni-luce.
Nella sua direzione, nel 1974 l'astronomo W. Burgat presso l'osservatorio di Berna-Uecht ha scoperto la supernova SN 1974G
Nel corso del 1995 la galassia venne ripresa 13 volte dal telescopio spaziale Hubble nel corso di due mesi, elaborando una sua immagine ad altissima risoluzione..